# بنيامين كاهانا (طيار عسكري)
بنيامين كاهانا (بالعبرية: בנימין כהנא) ، من مواليد 5 مارس 1911 ، وقتل بتاريخ 30 أكتوبر 1956م، وهو طيار عسكري إسرائيلي من أصل بيلاروسي، نشأ في فلسطين ذات الحكم العثماني.

## حروبه
أثناء الانتداب البريطاني في فلسطين، شارك كاهانا مع عصابة أرغون الإرهابية في قتل الفلسطينيين والإنجليز، وبعد إنشاء الكيان عام 1948م، شارك كاهانا في حرب فلسطين الأولى عام 1948، والعدوان الثلاثي عام 1956م.

## مقتله
في اليوم الثاني من حرب السويس عام 1956، وبالتحديد اليوم الثلاثون من أكتوبر، أنطلق طائرته العسكرية من مدينة إيلات ليشارك في الهجوم، ولاحقته المقاتلة المصرية ميغ-15 السوفيتية الصنع، ونجحت المقاتلة المصرية لقتل كاهانا.